# 印度斯坦语
印度斯坦语（हिन्दुस्तानी，ہندوستانی‬）又称印地-乌尔都语，是语言学家对印度斯坦（即南亞北部）的印地语、乌尔都语及其相應方言的统称。这些語種的语法基本相同，都有共同的基本词汇。印地语和乌尔都语雖同屬於印度斯坦语，但兩者使用的文字不同，前者使用天城文，後者使用波斯—阿拉伯字母。

## 辞源
印度斯坦语一词源自“印度斯坦”，意即“兴都教徒之地”。突厥-波斯莫卧儿在入主南亚、征服印度以后，印度斯坦语一度处于伊斯兰文化的影响之下，并吸收了大量的波斯、阿拉伯和突厥语词汇。随后莫卧儿帝国进一步扩张，將该语言作为通用语传播到整个北印度，并在随后几个世纪中作为主要通用语言而保留下来。这种语言以北印度当地语言为主，参合了很多新的词汇，渐渐成为一种文学语言，随同波斯人一起带入穆斯林宫庭；最后被称为“乌尔都语”（ زبان اردو‬  ज़बान-ऐ उर्दू）——即突厥军中语言之意，同时成为一种混杂、高度波斯化的宫庭语言。
19世纪后半叶大英帝国征服印度以后，印度斯坦语和乌尔都语二个词汇交替使用，并将其定为英属印度官方的行政事务语言，这进一步促成了之后成为印度和巴基斯坦官方语言的地位。1947年的印度独立和随后的印巴分治，印度共和国将这种语言梵语化（以天城文書寫）、巴基斯坦将其伊斯兰化（以阿拉伯字母書寫），分别命名为“印地语”和“乌尔都语”，并分别定为国语。至此以后，尽管不规范的印度斯坦方言也就是乌尔都语方言，但乌尔都语不再是印度斯坦语的同义词，它仅指巴基斯坦官方国语的含义。
对于居于印度次大陆特别是印、巴二国的民族来说，“印度斯坦语”一词饱含着复杂情感，不同国家的民族有不同感受。但现代社会，对于宝莱坞电影电影制片商来说，使用“印度斯坦语”替代印、巴二国各自称之为“印地语”或“乌尔都语”的官方语言，是很中性和均可接受的对二国官方语言的称呼。

### 印地语
印度斯坦语诸方言通行于全印度，在现代印度，说到“印度斯坦语”，人们不再认为是通用语的代名词了，一般认为印地语就是印度斯坦语，或者在说到印度斯坦语马上联想到北部的印度古典音乐。
在印度独立以后政府通过与梵语结合推出“标准印地语”，标准印地语以卡里口語，即德里方言）为基础，采用源于印度本土的天城文，书写上没有使用波斯語字母的乌尔都语流畅。在普鲁沙塔姆·丹顿倡导下，标准印地语广泛用于社交和官方场合，并渐渐推广到全印学校教学中。
在印度教圣地瓦拉那西，学者们致力于将本地方言（属于印度斯坦语方言即印地语东部方言）梵语化。标准印地语在影视领域不受重视，在新闻传播媒体越来越多被边缘化。

### 乌尔都语
乌尔都语雖然是巴基斯坦最少人當成母語的語言，可是是巴基斯坦的官方语言，南亚主要地区性语言，也是印度安得拉邦、北方邦、德里首都中央直辖区（National Capital Territory of Delhi）、查谟和克什米尔邦的官方语言。“乌尔都”源自很正式的波斯社交词汇 ——营地语言，当时士兵侍服莫卧儿主人以后，这种语言出现共同的语音，之后渐渐演变为莫卧儿贵族统治者的宫廷语言，并成为首都德里上流社会的语言，其发展主要受德里周围的都市如勒克瑙、拉合尔、阿格拉等莫卧儿王朝乌尔都诗人影响，其书写方式采用了改进的阿拉伯字母；印巴分治以前，乌尔都语和印度斯坦语的含义完全相同。

### 市井方言
印度斯坦诸方言在当地称作“巴扎尔语”（巴扎尔印度斯坦语），西方人对巴扎尔语的定义为通行于北印度、巴基斯坦各处商贸活动中的印度斯坦语诸方言。这类语言作为通用语言和标准的印地语、乌尔都语相比，存在语调变化、地域差异，由于夹杂各地方言，很像皮钦语，对应于正式场合使用的文雅标准的印地语、乌尔都语和梵语，巴扎尔语应只是为“市场语言、市井语言”。

### 相关语言
- 印地语
- 乌尔都语
- 德干语（Deccani）
- Rekhta

## 一种语言的二种方言
印地语和乌尔都语在口语表达上不过是一种语言的二种方言而已，但在书写和规范词汇差异巨大，乌尔都语的书写波斯和阿拉伯味浓重，印地语的书写更像梵文，甚至和古印度语相似。然而这二种语言语法、基本词汇一样，甚至连发音、动词和语序都相同，而且都是从古印度语发展而来。二种语言及其方言都被称作“印度斯坦语”，或者说“印度斯坦语”就是印度次大陆的通用语，这种语言特别是城市完全可以互通。由于政治的原因无论乌尔都语、梵文化的印地语、地区化印地语带上了国家的烙印，但印度斯坦语作为通用语言将变得更加适用，因为它既没有梵文化，也没被阿拉伯化，更无国家烙印。
把印度斯坦语作为一种语言看待完全可以从宝莱坞流行文化获得启示，巴基斯坦人和印度人就是这种语言的使用者，在政治对立的情形下这一地区出现罕见的现象——印度斯坦语和印、巴二国的国语差异变得越来越小。若把印度斯坦语和漢语都分别作为一种语言看待，那么它就是仅次于汉语的世界第二大语言，使用人口超過五億人，但也有研究認為印度斯坦语只能排到第四大語言。

## 官方地位
印地语：除了泰米尔纳德邦、特里普拉邦、本地治里的卡来卡地区以外，印地语的教学普及到了全印各地；印度宪法规定印地语为印度政府官方语言之一，也是印度联邦包括北方邦、比哈尔、贾坎德、北安查尔、中央邦、拉贾斯坦、恰蒂斯加尔、喜马偕尔、哈里亚纳和首都德里等10个邦的官方语言，另外在安达曼-尼科巴群岛、达曼-第乌中央直辖区、古吉拉特邦、马哈拉施特拉邦、旁遮普邦为半官方语言。
乌尔都语：在巴基斯坦，乌尔都语和英语一样规定为官方语言，尽管英语更加流行于社会精英阶层，也存在数量巨大讲旁遮普语的群体，但乌尔都语为通用语，并可望得到普及。乌尔都语也是印度部分地区的官方语言之一，为安得拉邦、德里、查谟-克什米尔邦和北方邦的官方语言，在印度勒克瑙、海得拉巴、阿里格尔（Aligarh）诸城市的大学，乌尔都语为最受欢迎的教学语言。

## 书写系统
当代的印度斯坦语使用梵文字母或波斯-阿拉伯语字母作为书写体，但历史上曾使用凯提文。现在作为印度斯坦语方言之一的印地语使用梵文字母书写，其另外一种主要方言乌尔都语则使用波斯-阿拉伯文的书写格式，其中波斯體烏爾都字母成为乌尔都语规范书写方式。
- 波斯-阿拉伯文书写体

| جھ | ج     | ث    | ٹھ | ٹ‬  | تھ | ت  | پھ | پ | بھ | ب  | ا   |
| -- | ----- | ---- | -- | -- | -- | -- | -- | - | -- | -- | --- |
| ɟʰ | ɟ     | s    | ʈʰ | ʈ  | tʰ | t  | pʰ | p | bʱ | b  | a/∅ |
| ڑھ‬ | ڑ‬     | ر    | ذ  | ڈھ | ڈ  | دھ | د  | خ | ح  | چھ | چ   |
| ɽʱ | ɽ     | r    | z  | ɖʰ | ɖ  | dʰ | d  | x | h  | cʰ | c   |
| ک  | ق     | ف    | غ  | ع  | ظ  | ط  | ض  | ص | ش  | س  | ز   |
| k  | q     | f    | ɣ  | ∅  | z  | t  | z  | s | ʃ  | s  | z   |
|    | ے‬     | ی    | ء  | ہ  | و  | ن  | م  | ل | گھ | گ  | ک   |
|    | ɛː/eː | j/iː | ∅  | h  | ʋ  | n  | m  | l | ɡʰ | ɡ  | kʰ  |

- 天城文（梵文）书写风格

| अ | आ  | इ | ई  | उ | ऊ  | ए  | ऐ  | ओ  | औ  |
| - | -- | - | -- | - | -- | -- | -- | -- | -- |
| ə | ɑː | ɪ | iː | ʊ | uː | eː | ɛː | oː | ɔː |

| क  | क़  | ख   | ख़   | ग  | ग़ | घ   | घ   | ङ |
| -- | -- | --- | --- | -- | - | --- | --- | - |
| k  | q  | kʰ  | x   | ɡ  | ɣ | ɡʱ  | ɡʱ  | ŋ |
| च  | च  | छ   | छ   | ज  | ज़ | झ   | झ   | ञ |
| tʃ | tʃ | tʃʰ | tʃʰ | dʒ | z | dʒʱ | dʒʱ | ɲ |
| ट  | ट  | ठ   | ठ   | ड  | ड़ | ढ   | ढ़   | ण |
| ʈ  | ʈ  | ʈʰ  | ʈʰ  | ɖ  | ɽ | ɖʱ  | ɽʱ  | ɳ |
| त  | त  | थ   | थ   | द  | द | ध   | ध   | न |
| t  | t  | tʰ  | tʰ  | d  | d | dʱ  | dʱ  | n |
| प  | प  | फ   | फ़   | ब  | ब | भ   | भ   | म |
| p  | p  | pʰ  | f   | b  | b | bʱ  | bʱ  | m |

| य | र | ल | व |
| - | - | - | - |
| j | r | l | ʋ |
| श | ष | स | ह |
| ʃ | ʂ | s | ɦ |

由于英语全球化以及罗马字母的普及，印度斯坦语有时也用罗马字母书写。这种改写体也被称为乌尔都罗马字母。无论梵文体和波斯-阿拉伯体的书写爱好者有多么反对，拉丁化的印度斯坦语很流行，特别在网络和年轻的电脑爱好者中渐成时尚。

## 外部連結
- History of Hindustani （页面存档备份，存于） JustPedia
- Hamari Boli (Hindustani)
- Khan Academy (Hindi-Urdu): （页面存档备份，存于） academic lessons taught in Hindi-Urdu
- Janmaanas Ek Hindi Manch(Hindi Language Forum)
- Encyclopædia Britannica, 11th Edition: Hindostani（页面存档备份，存于）
- Hindi, Urdu, Hindustani, khaRî bolî
- Hindustani FAQ
- Hindustani as an anxiety between Hindi–Urdu Commitment（页面存档备份，存于）
- Hindi? Urdu? Hindustani? Hindi-Urdu?
- History of Hindustani（页面存档备份，存于）
- Hindi/Urdu-English-Kalasha-Khowar-Nuristani-Pashtu Comparative Word List（页面存档备份，存于）
- GRN Report for Hindustani（页面存档备份，存于）
- Hindustani Poetry
- Hindustani online resources
- Biggest Hindustani-Indian poetry forum （页面存档备份，存于）

- National Language Authority (Urdu), Pakistan (muqtadera qaumi zaban)
- The poisonous potency of script: Hindi and Urdu （页面存档备份，存于）, ROBERT D. KING